# Moczydło (Ursynów)

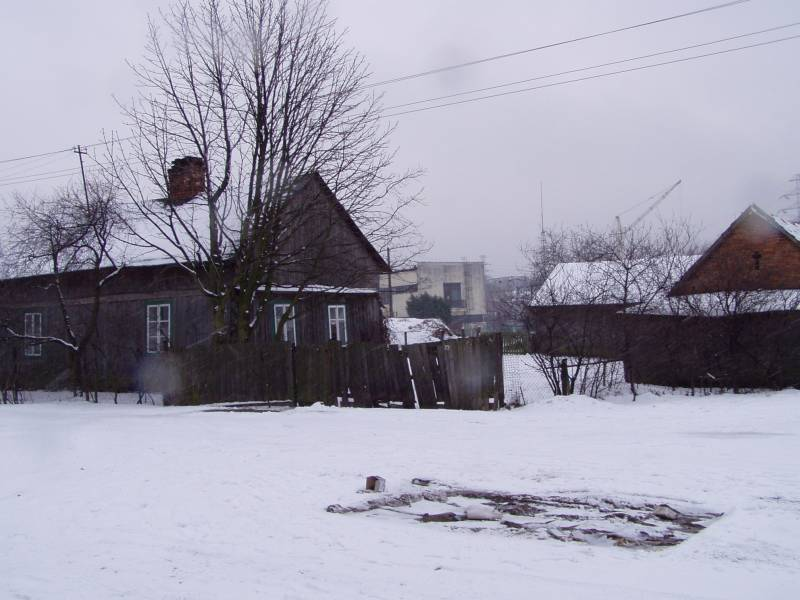
Pozostałości po wsi Moczydło. Dawne gospodarstwo rolne przy ul. Wełnianej

Moczydło – dawna wieś, obecnie osiedle w warszawskiej dzielnicy Ursynów, w obrębie obszaru MSI Natolin i Kabaty. 

## Historia
Wieś Moczydło pierwszy raz jest wzmiankowana w 1528. Była to osada należąca do parafii służewskiej (św. Katarzyny), powstała przy drodze prowadzącej do Jamielina (później Imielin, dzisiejsze tereny Starego Imielina). Nazwa Moczydło ma charakter topograficzny, motywowany podmokłym terenem.
Wieś szlachecka Moczidła w 1580 znajdowała się w powiecie warszawskim ziemi warszawskiej województwa mazowieckiego. Do XVIII w. Moczydło należało do rodziny Dąbrowskich. W latach 1580–1658 wieś liczyła 1/2 łana (ok. 9 ha); w 1661 osada składała się z 5 domów.
W 1725 Moczydło wraz ze wsią Wolica (Wola Służewska) kupiła od Dąbrowskich, za łączną sumę ok. 60 tys. złotych (w tym 14,5 tys. poszło na spłatę długów Dąbrowskich), właścicielka dóbr wilanowskich Elżbieta Sieniawska z Lubomirskich. Podobnie jak w przypadku Kabat, nowa właścicielka nakazała ochronę lasów moczydłowskich, wówczas już przerzedzonych przez poprzednich właścicieli i miejscowych chłopów. W 1775 osada Moczydło liczyła 7 domów, 20 lat później było ich 10. W 1827 – 7 domów i 80 mieszkańców (w kolonii 1 dom i 12 mieszkańców). W latach 1850–1861 włościanie z Moczydła prowadzili z dzierżawcą wsi proces o zmniejszenie ciężarów feudalnych. W 1864, podobnie jak Kabaty, wieś Moczydło została uwłaszczona i włączona do gminy Wilanów. Liczyła wówczas 131 mieszkańców, ok. 360 ha gruntów folwarcznych i 36 ha gruntów włościańskich. W 1905 w folwarku i we wsi było łącznie 20 domów i 146 mieszkańców.
Na przełomie XIX i XX wieku wśród stołecznej elity zapanowała moda na jeździectwo i wyścigi konne. Moczydło wyspecjalizowało się w hodowli wierzchowców. Dzierżawione przez Branickich – ówczesnych właścicieli dóbr Wilanowskich, stajnie i łąki służyły przygotowaniu koni do sezonu wyścigowego na torze na Polu Mokotowskim. Na terenie Moczydła uczyła się również jeździć młodzież z towarzystwa. Największy rozkwit folwarku przypadł na okres międzywojenny, kiedy kupił go jeden z najbogatszych warszawiaków – Michał Róg – wówczas Moczydło stało się zapleczem nowego toru wyścigów konnych na Służewcu.
Po przyłączeniu w 1951 roku terenów obecnego Ursynowa do Warszawy właścicielem części gruntów stała się Szkoła Główna Gospodarstwa Wiejskiego (1956). Zachowały się relikty dawnej wsi w postaci kilku gospodarstw. Większość zabudowy współczesnego Moczydła stanowią nowe domy jednorodzinne.